# カンガートシャク
カンガートシャク（Kangaatsiaq）はグリーンランド西部のケケタリク自治体に所属する町。2024年の人口は483人。

## 概要
主な産業はアザラシ漁と漁業であり、エビなどを水揚げしている。商店のほかに、学校があり1から10年生までで、150人が在校している。6人まで宿泊可能のホテルもある。
アクセスとしては、ヘリコプターによる航空路が開設されており、ディスコ島との間には週4便のフェリーが運航されている。
周辺には野生動物が多くトナカイ、ホッキョクギツネのほか、ワモンアザラシ、ゼニガタアザラシ、アゴヒゲアザラシが見られ、夏季にはザトウクジラも現れる。

## 歴史
2009年まではキター郡の基礎自治体であった。2009年の行政改革によりカンガートシャク自治体は廃止され、カースートスップ基礎自治体に移管された。
2018年1月1日、行政区画の改編により旧カースートスップ自治体からケケタリク自治体へ管轄が移行した。

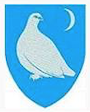
カンガートシャク基礎自治体の紋章
カンガートシャク基礎自治体の範囲